# Fagner Calegário
Fagner Calegário (Porto Velho),  é um político brasileiro, filiado ao PODE. Nas eleições de 2022, foi eleito deputado estadual pelo AC.